# Mercado Municipal de Maipú
El Mercado Municipal de Maipú es un lugar de abastecimiento ubicado en la comuna de Maipú, en Santiago de Chile.

## Historia
Fue inaugurado el 16 de junio de 1977 para erradicar la «feria chacarera» que solía instalarse en avenida 5 de Abril, cerca de la Plaza de Armas de Maipú. El recinto donde se permanece hasta la actualidad, ubicado en avenida Primera Transversal, fue cedido por el vecino y exalcalde de Maipú, don José Luis Infante. Inicialmente, sus noventa locales ofrecían frutas y verduras principalmente. Al pasar los años, los puestos aumentaron a más de doscientos y la gama de productos abarcó carnes, pescados, mariscos y abarrotes. También se instalaron bazares, zapaterías, florerías y restaurantes en sus dependencias.
Durante la madrugada del 27 de octubre de 2008, el Mercado de Maipú se vio afectado por un incendio que destruyó trece locales sin dejar daños personales. Posteriormente, el 28 de septiembre de 2010, otro siniestro arrasó con catorce locales.

## Galería

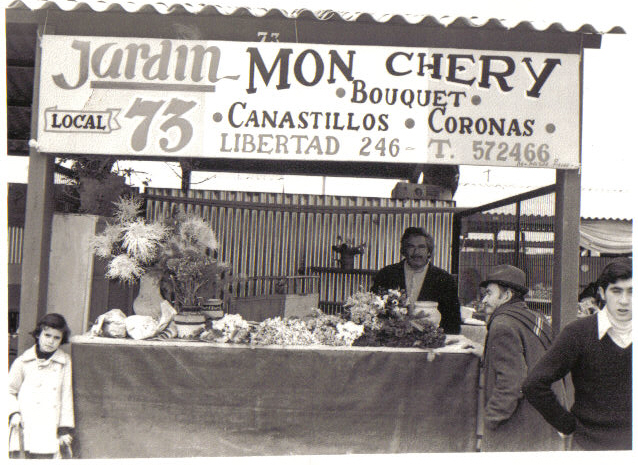
La antigua florería de don Manuel Hernández
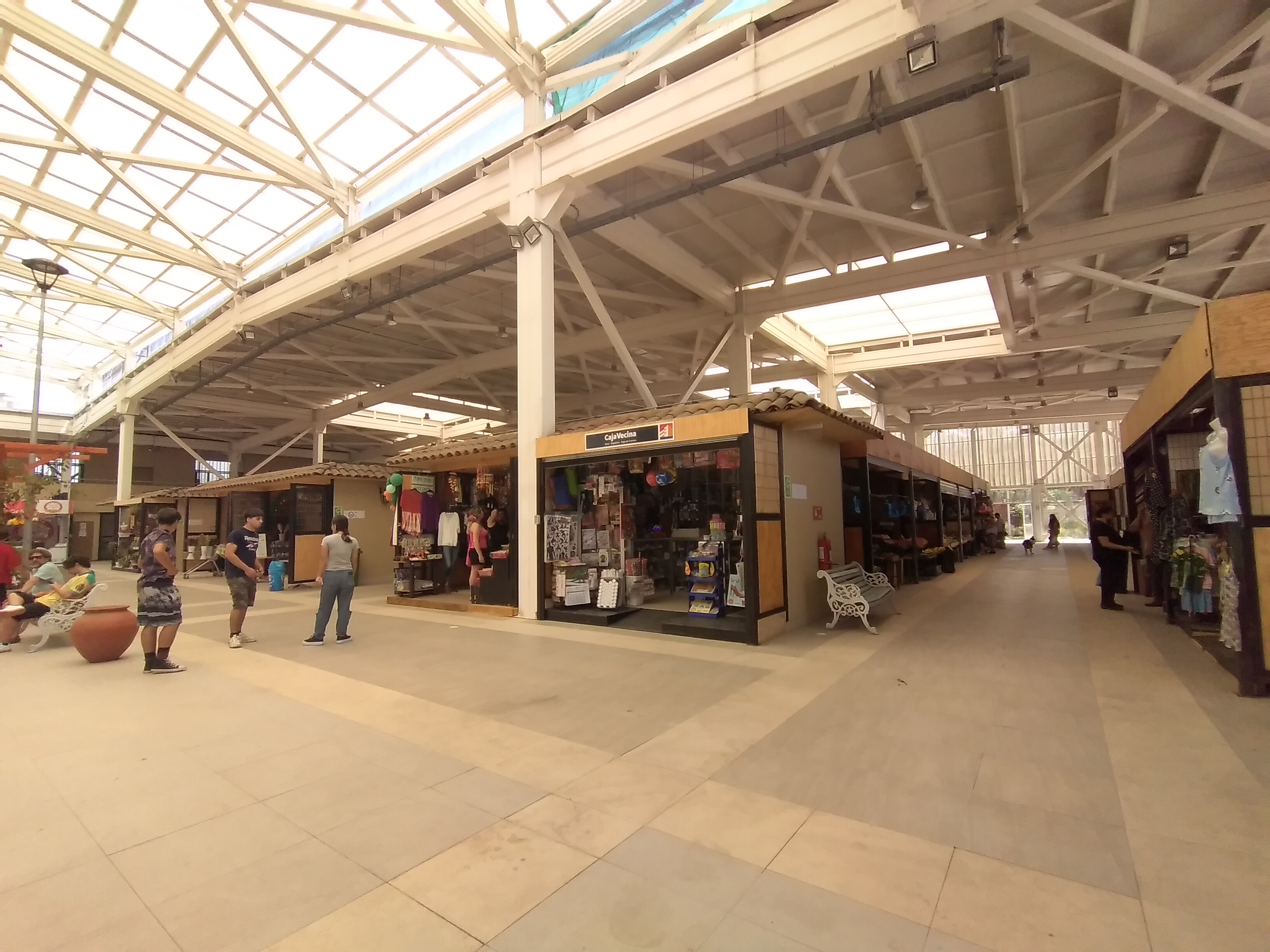
El interior del mercado inaugurado en 2022.
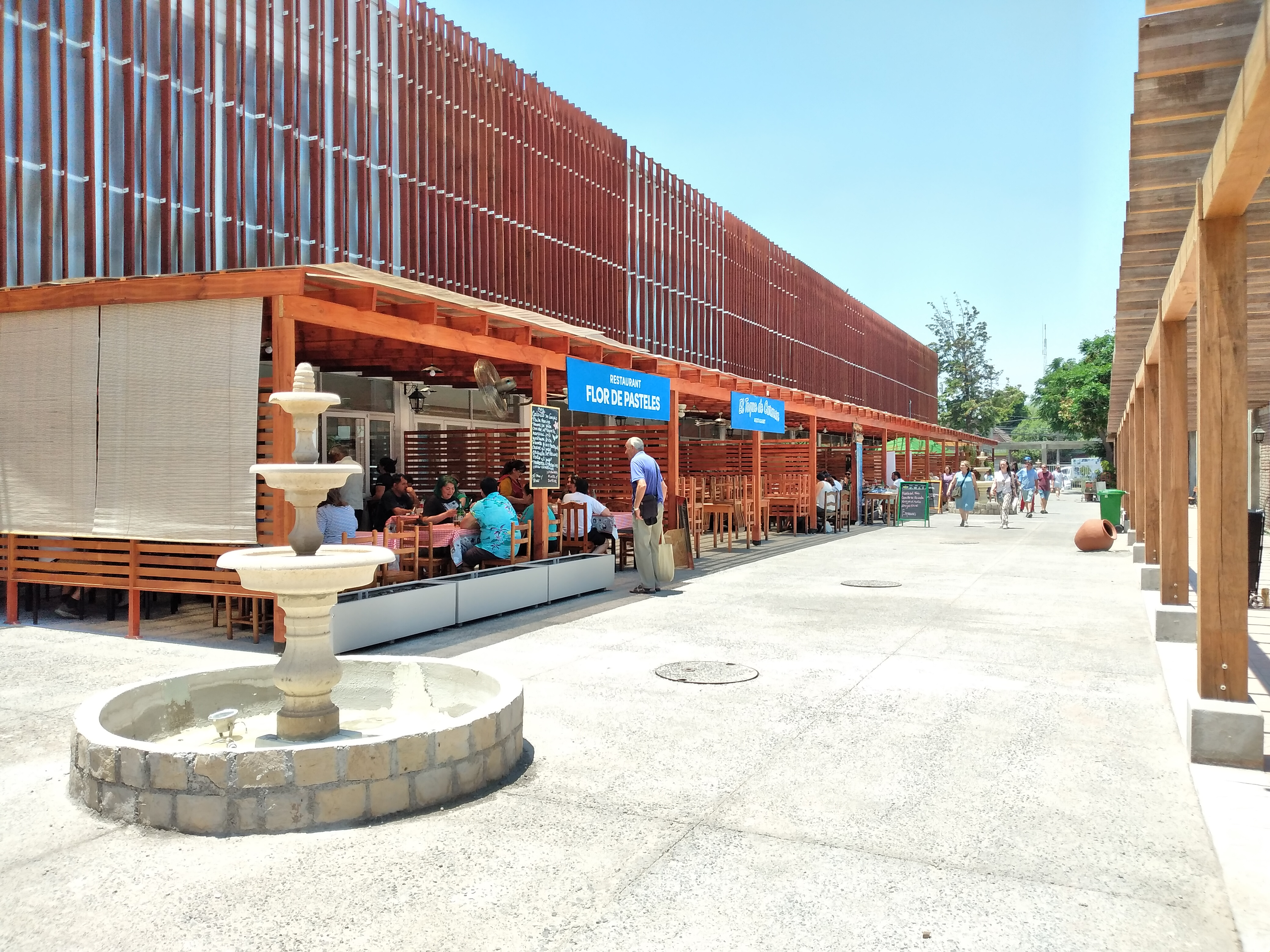
Los restaurantes en el exterior del edificio.
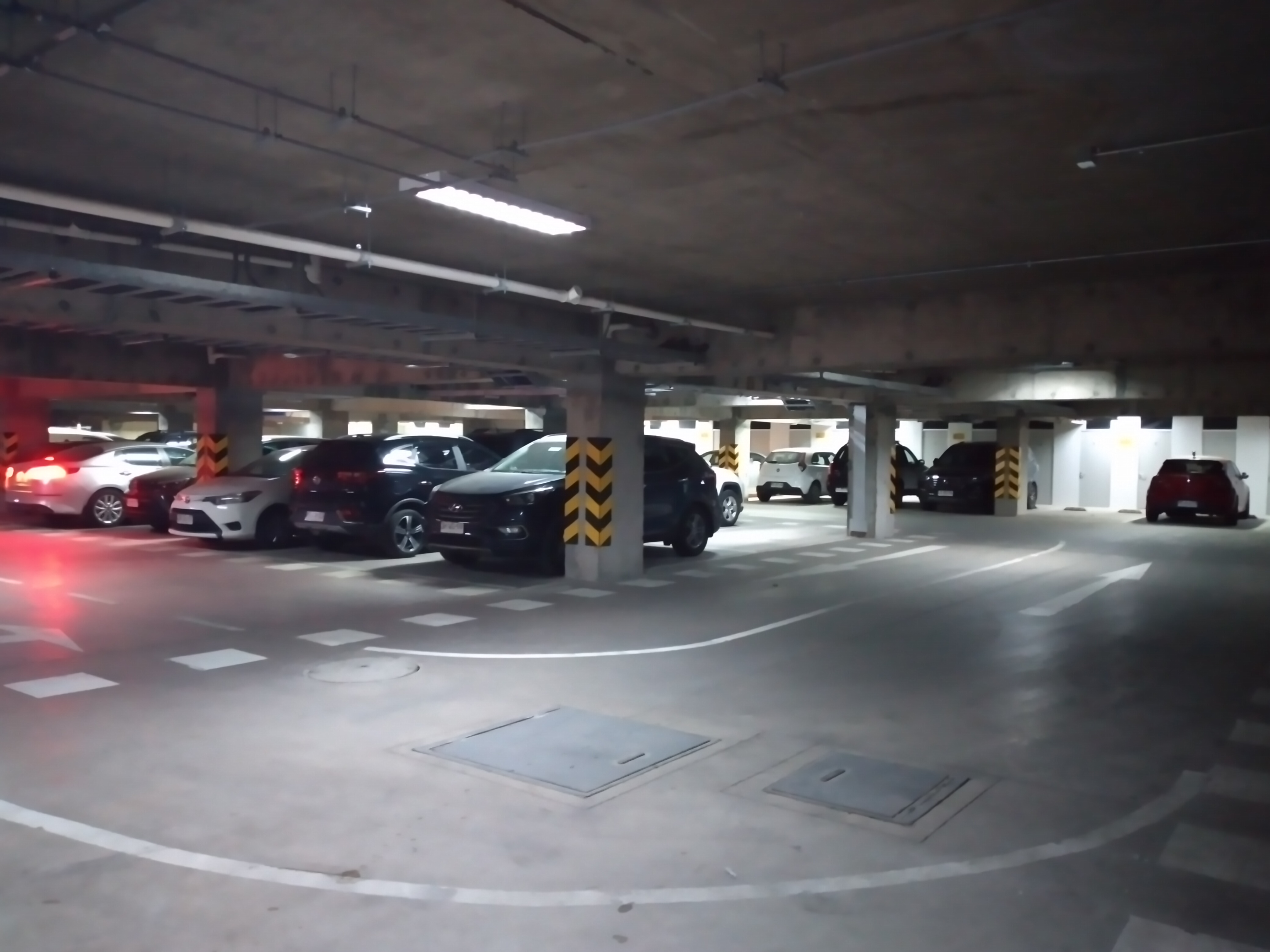
El estacionamiento subterráneo del mercado.